# 17e étape du Tour de France 2007
Pour un article plus général, voir Tour de France 2007.
La 17e étape du Tour de France 2007 a lieu le 26 juillet. Le parcours de 188 kilomètres relie Pau à Castelsarrasin.

## Profil de l'étape
Le parcours est peu vallonné, avec seulement une côte de 3e catégorie en début d'étape, la côte de Baleix (350 m), et cinq côtes de 4e catégorie dont la dernière (la Côte de la Montagnère) est située à 19,5 km de l'arrivée.

## Récit

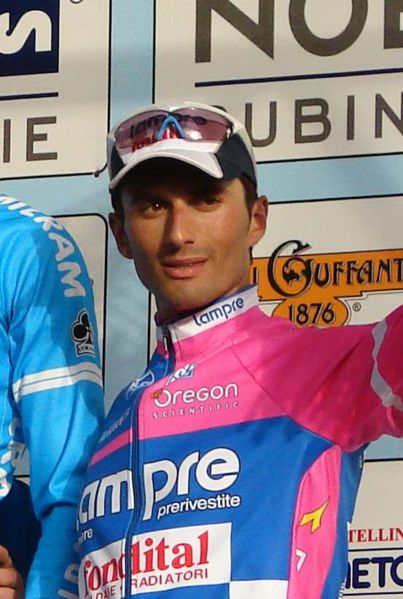
Daniele Bennati, vainqueur de l'étape

Le peloton quitte Pau sans les coureurs de l'équipe Cofidis qui s'est retirée spontanément du Tour après le contrôle positif de son coureur italien Cristian Moreni, et sans le maillot jaune, Michael Rasmussen, qui a été limogé par son équipe, la Rabobank, pour s'être soustrait à des contrôles antidopage avant le départ du Tour de France et avoir menti sur son emploi du temps,,.
L'étape est marquée essentiellement par l'échappée de huit coureurs : Martin Elmiger (AG2R), Daniele Bennati (Lampre), Daniele Righi (Lampre), Markus Fothen (Gerolsteiner), Manuel Quinziato (Liquigas), Matteo Tosatto (Quick Step-Innergetic), Jens Voigt (CSC) et David Millar (Saunier Duval-Prodir).
Daniele Bennati l'emporte au sprint, il devance trois autres coureurs qui s'étaient détachés avec lui en fin de course : Markus Fothen, Martin Elmiger et Jens Voigt
À l'issue de cette étape Mauricio Soler est assuré de conserver son maillot de meilleur grimpeur jusqu'à l'arrivée à Paris sauf abandon et Alberto Contador revêt pour la première fois le maillot jaune qu'il défendra lors des trois dernières étapes.

## Classement de l'étape
| \| Classement de l'étape \| Classement de l'étape \| Classement de l'étape \| Classement de l'étape \| Classement de l'étape \| \| Coureur \| Coureur \| Pays \| Équipe \| Temps \| \| --------------------- \| --------------------- \| --------------------- \| --------------------- \| --------------------- \| \| 1er \| Daniele Bennati \| Italie \| Lampre-Fondital \| 4 h 14 min 04 s \| \| 2e \| Markus Fothen \| Allemagne \| Gerolsteiner \| + 0 s \| \| 3e \| Martin Elmiger \| Suisse \| AG2R Prévoyance \| + 0 s \| \| 4e \| Jens Voigt \| Allemagne \| CSC \| + 0 s \| \| 5e \| David Millar \| Royaume-Uni \| Saunier Duval-Prodir \| + 2 min 41 s \| \| 6e \| Matteo Tosatto \| Italie \| Quick Step-Innergetic \| + 2 min 43 s \| \| 7e \| Manuel Quinziato \| Italie \| Liquigas \| + 3 min 20 s \| \| 8e \| Daniele Righi \| Italie \| Lampre-Fondital \| + 3 min 20 s \| \| 9e \| Tom Boonen \| Belgique \| Quick Step-Innergetic \| + 9 min 37 s \| \| 10e \| Sébastien Chavanel \| France \| La Française des jeux \| + 9 min 37 s \| |                    |             |                       |                 |
| |                    |             |                       |                 |
| |                    |             |                       |                 |
| Classement de l'étape |                    |             |                       |                 |
| Coureur | Coureur            | Pays        | Équipe                | Temps           |
| 1er | Daniele Bennati    | Italie      | Lampre-Fondital       | 4 h 14 min 04 s |
| 2e | Markus Fothen      | Allemagne   | Gerolsteiner          | + 0 s           |
| 3e | Martin Elmiger     | Suisse      | AG2R Prévoyance       | + 0 s           |
| 4e | Jens Voigt         | Allemagne   | CSC                   | + 0 s           |
| 5e | David Millar       | Royaume-Uni | Saunier Duval-Prodir  | + 2 min 41 s    |
| 6e | Matteo Tosatto     | Italie      | Quick Step-Innergetic | + 2 min 43 s    |
| 7e | Manuel Quinziato   | Italie      | Liquigas              | + 3 min 20 s    |
| 8e | Daniele Righi      | Italie      | Lampre-Fondital       | + 3 min 20 s    |
| 9e | Tom Boonen         | Belgique    | Quick Step-Innergetic | + 9 min 37 s    |
| 10e | Sébastien Chavanel | France      | La Française des jeux | + 9 min 37 s    |

## Classement général
Seul changement au classement général mais majeur, le leader Danois Michael Rasmussen (Rabobank) est non partant au départ de l'étape. L'ensemble du top 10 monte donc d'une place au classement et le nouveau lporteur du maillot jaune est l'Espagnol Alberto Contador (Discovery Channel). Il devance de près de deux minutes l'Australien Cadel Evans (Predictor-Lotto) et son coéquipier l'Américain Levi Leipheimer.
Anciennement 11e, Mikel Astarloza (Euskaltel-Euskadi) en profite pour faire son retour dans le top 10.
L'Américain Levi Leipheimer, 3e du classement général, est disqualifié en 2012 pour ses pratiques dopantes entre 1999 et 2007 et apparait donc rayé dans le classement si dessous.
| \| Classement général \| Classement général \| Classement général \| Classement général \| Classement général \| \| Coureur \| Coureur \| Pays \| Équipe \| Temps \| \| ------------------ \| ------------------ \| ------------------ \| ------------------ \| ------------------ \| \| 1er \| Alberto Contador \| Espagne \| Discovery Channel \| 80 h 42 min 08 s \| \| 2e \| Cadel Evans \| Australie \| Predictor-Lotto \| + 1 min 53 s \| \| 3e \| Levi Leipheimer \| États-Unis \| Discovery Channel \| DQ \| \| 4e \| Carlos Sastre \| Espagne \| CSC \| + 6 min 02 s \| \| 5e \| Haimar Zubeldia \| Espagne \| Euskaltel-Euskadi \| + 6 min 29 s \| \| 6e \| Alejandro Valverde \| Espagne \| Caisse d'Épargne \| + 10 min 18 s \| \| 7e \| Kim Kirchen \| Luxembourg \| T-Mobile \| + 11 min 36 s \| \| 8e \| Yaroslav Popovych \| Ukraine \| Discovery Channel \| + 12 min 50 s \| \| 9e \| Mauricio Soler \| Colombie \| Barloworld \| + 15 min 11 s \| \| 10e \| Mikel Astarloza \| Espagne \| Euskaltel-Euskadi \| + 15 min 22 s \| |                    |            |                   |                  |
| |                    |            |                   |                  |
| |                    |            |                   |                  |
| Classement général |                    |            |                   |                  |
| Coureur | Coureur            | Pays       | Équipe            | Temps            |
| 1er | Alberto Contador   | Espagne    | Discovery Channel | 80 h 42 min 08 s |
| 2e | Cadel Evans        | Australie  | Predictor-Lotto   | + 1 min 53 s     |
| 3e | Levi Leipheimer    | États-Unis | Discovery Channel | DQ               |
| 4e | Carlos Sastre      | Espagne    | CSC               | + 6 min 02 s     |
| 5e | Haimar Zubeldia    | Espagne    | Euskaltel-Euskadi | + 6 min 29 s     |
| 6e | Alejandro Valverde | Espagne    | Caisse d'Épargne  | + 10 min 18 s    |
| 7e | Kim Kirchen        | Luxembourg | T-Mobile          | + 11 min 36 s    |
| 8e | Yaroslav Popovych  | Ukraine    | Discovery Channel | + 12 min 50 s    |
| 9e | Mauricio Soler     | Colombie   | Barloworld        | + 15 min 11 s    |
| 10e | Mikel Astarloza    | Espagne    | Euskaltel-Euskadi | + 15 min 22 s    |

## Classements annexes
| Classement par points | Classement par points | Classement par points | Classement par points | Classement par points |
| Coureur               | Coureur               | Pays                  | Équipe                | Points                |
| --------------------- | --------------------- | --------------------- | --------------------- | --------------------- |
| 1er                   | Tom Boonen            | Belgique              | Quick Step-Innergetic | 212 pts               |
| 2e                    | Robert Hunter         | Afrique du Sud        | Barloworld            | 190 pts               |
| 3e                    | Erik Zabel            | Allemagne             | Team Milram           | 187 pts               |
| 4e                    | Sébastien Chavanel    | France                | La Française des jeux | 143 pts               |
| 5e                    | Thor Hushovd          | Norvège               | Crédit Agricole       | 140 pts               |

| Classement par points | Classement par points | Classement par points | Classement par points | Classement par points |
| Coureur               | Coureur               | Pays                  | Équipe                | Points                |
| --------------------- | --------------------- | --------------------- | --------------------- | --------------------- |
| 1er                   | Tom Boonen            | Belgique              | Quick Step-Innergetic | 212 pts               |
| 2e                    | Robert Hunter         | Afrique du Sud        | Barloworld            | 190 pts               |
| 3e                    | Erik Zabel            | Allemagne             | Team Milram           | 187 pts               |
| 4e                    | Sébastien Chavanel    | France                | La Française des jeux | 143 pts               |
| 5e                    | Thor Hushovd          | Norvège               | Crédit Agricole       | 140 pts               |

| Classement de la montagne | Classement de la montagne | Classement de la montagne | Classement de la montagne | Classement de la montagne |
| Coureur                   | Coureur                   | Pays                      | Équipe                    | Points                    |
| ------------------------- | ------------------------- | ------------------------- | ------------------------- | ------------------------- |
| 1er                       | Mauricio Soler            | Colombie                  | Barloworld                | 206 pts                   |
| 2e                        | Alberto Contador          | Espagne                   | Discovery Channel         | 128 pts                   |
| 3e                        | Yaroslav Popovych         | Ukraine                   | Discovery Channel         | 104 pts                   |
| 4e                        | Cadel Evans               | Australie                 | Predictor-Lotto           | 92 pts                    |
| 5e                        | Laurent Lefèvre           | France                    | Bouygues Telecom          | 78 pts                    |

| Classement de la montagne | Classement de la montagne | Classement de la montagne | Classement de la montagne | Classement de la montagne |
| Coureur                   | Coureur                   | Pays                      | Équipe                    | Points                    |
| ------------------------- | ------------------------- | ------------------------- | ------------------------- | ------------------------- |
| 1er                       | Mauricio Soler            | Colombie                  | Barloworld                | 206 pts                   |
| 2e                        | Alberto Contador          | Espagne                   | Discovery Channel         | 128 pts                   |
| 3e                        | Yaroslav Popovych         | Ukraine                   | Discovery Channel         | 104 pts                   |
| 4e                        | Cadel Evans               | Australie                 | Predictor-Lotto           | 92 pts                    |
| 5e                        | Laurent Lefèvre           | France                    | Bouygues Telecom          | 78 pts                    |

| Classement du meilleur jeune | Classement du meilleur jeune | Classement du meilleur jeune | Classement du meilleur jeune | Classement du meilleur jeune |
| Coureur                      | Coureur                      | Pays                         | Équipe                       | Temps                        |
| ---------------------------- | ---------------------------- | ---------------------------- | ---------------------------- | ---------------------------- |
| 1er                          | Alberto Contador             | Espagne                      | Discovery Channel            | 80 h 42 min 08 s             |
| 2e                           | Mauricio Soler               | Colombie                     | Barloworld                   | + 15 min 11 s                |
| 3e                           | Amets Txurruka               | Espagne                      | Euskaltel-Euskadi            | + 45 min 54 s                |
| 4e                           | Bernhard Kohl                | Autriche                     | Gerolsteiner                 | + 1 h 10 min 20 s            |
| 5e                           | Kanstantsin Siutsou          | Biélorussie                  | Barloworld                   | + 1 h 11 min 57 s            |

| Classement du meilleur jeune | Classement du meilleur jeune | Classement du meilleur jeune | Classement du meilleur jeune | Classement du meilleur jeune |
| Coureur                      | Coureur                      | Pays                         | Équipe                       | Temps                        |
| ---------------------------- | ---------------------------- | ---------------------------- | ---------------------------- | ---------------------------- |
| 1er                          | Alberto Contador             | Espagne                      | Discovery Channel            | 80 h 42 min 08 s             |
| 2e                           | Mauricio Soler               | Colombie                     | Barloworld                   | + 15 min 11 s                |
| 3e                           | Amets Txurruka               | Espagne                      | Euskaltel-Euskadi            | + 45 min 54 s                |
| 4e                           | Bernhard Kohl                | Autriche                     | Gerolsteiner                 | + 1 h 10 min 20 s            |
| 5e                           | Kanstantsin Siutsou          | Biélorussie                  | Barloworld                   | + 1 h 11 min 57 s            |

| Classement par équipes | Classement par équipes | Classement par équipes | Classement par équipes |
| Équipe                 | Équipe                 | Pays                   | Temps                  |
| ---------------------- | ---------------------- | ---------------------- | ---------------------- |
| 1re                    | Discovery Channel      | États-Unis             | 242 h 20 min 41 s      |
| 2e                     | CSC                    | Danemark               | + 15 min 22 s          |
| 3e                     | Caisse d'Épargne       | Espagne                | + 16 min 48 s          |
| 4e                     | Rabobank               | Pays-Bas               | + 35 min 00 s          |
| 5e                     | Euskaltel-Euskadi      | Espagne                | + 39 min 04 s          |

| Classement par équipes | Classement par équipes | Classement par équipes | Classement par équipes |
| Équipe                 | Équipe                 | Pays                   | Temps                  |
| ---------------------- | ---------------------- | ---------------------- | ---------------------- |
| 1re                    | Discovery Channel      | États-Unis             | 242 h 20 min 41 s      |
| 2e                     | CSC                    | Danemark               | + 15 min 22 s          |
| 3e                     | Caisse d'Épargne       | Espagne                | + 16 min 48 s          |
| 4e                     | Rabobank               | Pays-Bas               | + 35 min 00 s          |
| 5e                     | Euskaltel-Euskadi      | Espagne                | + 39 min 04 s          |